# 디지털 오디오 테이프

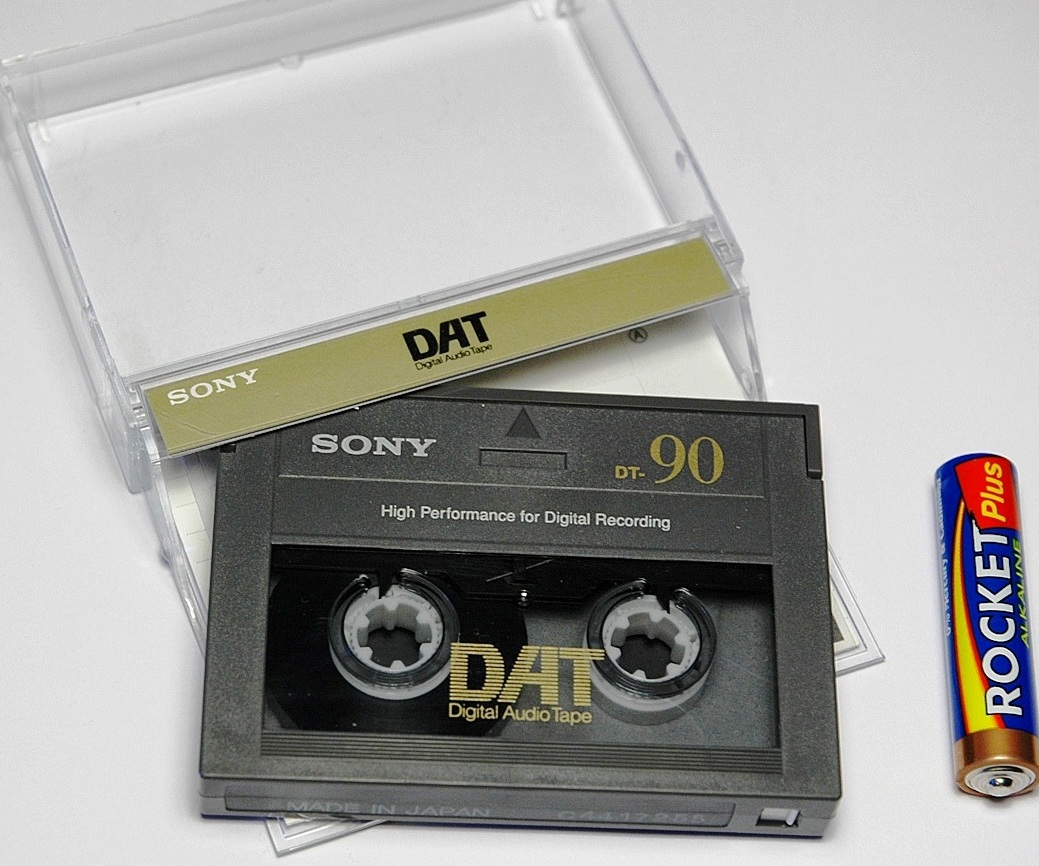
90분 용량의 디지털 오디오 테이프. AAA 배터리와 크기 비교.

디지털 오디오 테이프(Digital Audio Tape, DAT 또는 R-DAT)는 소니(Sony)사에서 개발한 신호 녹음 및 재생 매체로, 1987년에 도입되었다. 외관상으로는 보호 케이스를 씌운 4mm 자기 테이프를 사용하는 콤팩트 카세트와 비슷하나, 크기는 이의 절반 수준인 73mm X 54mm X 10.5mm이다. 이름에서 알 수 있듯이, 기록은 아날로그가 아닌 디지털 방식으로 이루어진다. DAT는 16비트로 양자화하는 CD보다 더 높거나 같거나 낮은 샘플링 레이트(각각 48, 44.1 또는 32 kHz 샘플링 레이트)로 기록할 수 있는 성능을 갖추고 있다. 디지털 콤팩트 카세트(Digital Compact Cassette)나 non-Hi-MD 미니디스크와 같은 정보 손실을 수반하는 다른 디지털 매체와는 달리, 디지털 소스를 복사했을 경우 DAT는 정확히 동일한 복제물을 만들어낸다.
DAT 카세트는 대다수의 비디오 카세트 포맷과 같이 레코딩과 재생이 한 방향으로만 가능하며, 이는 아날로그 콤팩트 카세트 포맷이 양방향으로 사용되는 것과 대비된다.
당초 오디오 카세트를 대체할 목적으로 출시된 DAT는 비용 문제와 더불어 불법 복제 음반에 대한 음악 산업계의 우려로 인해 결국 소비자에게 널리 받아들여지지 못했다. 하지만 DAT 포맷은 전문시장에서와 컴퓨터 저장 매개체로서는 어느 정도의 성공을 거두었다. 그러나 소니가 새로운 레코딩 장치의 생산을 중단함에 따라, DAT 포맷을 기반으로 기록된 것들은 다른 포맷이나 하드드라이브로 복사되지 않는 이상 재생하기가 점점 더 어려워질 것이다.

## 역사

### 개발
DAT 기술은 회전 헤드와 헬리컬 스캔을 사용하여 데이터를 기록하는 비디오 레코더 기술에 밀접한 기반을 두고 있다. 이는 아날로그 테이프 또는 ProDigi나 DASH와 같은 오픈 릴(open-reel) 디지털 테이프에서 사용되는 cut-and-splice 방식을 통해 DAT가 물리적으로 편집되는 것을 방지한다.
DAT 표준은 네 개의 샘플링 모드, 즉 12비트는 32 kHz, 16비트는 32 kHz, 44.1 kHz, 48 kHz의 주파수를 허용한다. 하지만 일부 레코더는 표준 사양 이외에도 24비트에서 96 kHz(HHS)의 기록을 허용하기도 한다.초기에 소비자 시장을 겨냥해 출시되었던 일부 기기들은 CD 무단복제를 방지하기 위해  44.1 kHz로의 기록이 불가능 하도록 설계되었다. 모든 녹음 표준은 동일한 테이프를 기준으로 하므로, 샘플링 품질과 녹음 시간은 반비례한다. 예를 들어, 12비트를 32kHz로 기록할 때에는 3시간짜리 테이프에 6시간 분량의 녹음이 가능하지만, 동일한 테이프로 HHS를 기록할 경우, 녹음 할 수 있는 분량은 겨우 90분이다. 신호(signal) 데이터에 포함된 서브코드(subcode)는 트랙의 시작과 끝을 나타내거나 한 섹션을 통째로 건너뛰기 위한 것으로 인덱싱(indexing)과 빠른 탐색을 가능하게 한다. 2선식(two-channel) 스테레오 녹음은 모든 비트 심도와 샘플링 레이트에서 지원되지만, R-DAT 표준은 32 kHz의 샘플링 레이트에서의 4선식(4-channel) 녹음을 지원한다.
DAT 테이프는 15분에서 180분 사이의 길이로, 120분 분량의 테이프는 60미터 길이이다. 60미터보다 긴 DAT 테이프는 더 얇은 매체로 만들어졌기 때문에 DAT 레코더에서 문제가 되는 경향이 있다. 48 kHz와 44.1 kHz의  샘플 레이트로 작동하는 DAT 기기의 테이프 주행 속도는 8.15mm/s이다. 반면 32 kHz의 샘플 레이트로 작동하는 DAT 기기의 테이프 주행 속도는 4.075 mm/s이다.

### 이전 포맷들
처음 출시된 디지털 오디오 테이프는 DAT가 아니었다. 아날로그 축음기 녹음의 마스터링 및 생산을 위해 1972년 일본의 데논(Denon)사에서 사용되었던 펄스 부호 변조(PCM)가 있었다. 이는 데이터 전송을 위해 2인치 4중 전신(Quadruplex) 포맷의 비디오 테이프 레코더를 사용하였으나 상용화 단계까지 이르지 못했다. 데논의 PCM 개발은 일본의 NHK 방송과 함께 작업하면서부터 시작되었다. 나아가, NHK는 1960년대 후반에 최초로 하이파이(high-fidelity) PCM 오디오 녹음기를 개발했다. 데논은 이후에도 전문 비디오 기기를 저장 매체로 사용하는 PCM 레코더를 지속적으로 개발하였으며, 1970년대 후반 뉴욕에서 만들어진 일련의 재즈 음반에 사용된 8트랙 유닛을 만들어내기도 하였다.
1976년에는 사운드 스트림(Soundstream)사에서 또 다른 포맷의 디지털 오디오 테이프를 개발했다. 1인치(25.4mm) 넓이의 릴-투-릴 (real-to-rell) 테이프를 허니웰(Honeywell)사가 제조한 계측 녹음기에 장착하면, 이를 전송장치로 이용하여 사운드 스트림에서 자체적으로 설계한 외부 디지털 오디오 엔코딩 및 디코딩(encoding and decoding) 하드웨어에 연결된다. 사운드 스트림의 이러한 포맷은 여러 프로토타입을 거치면서 향상되었으며, 16비트에서의 샘플링 레이트가 50 kHz까지 개선되면서 미국 오하이오(Ohio)주 클리브랜드(Cleveland)에 위치한 텔락 음반사(Telarc Records)를 첫 고객으로 전문 클래식 녹음을 할 수 있는 수준에 이르렀다. 나아가, 1978년 4월 프레드 페넬(Fred Fennell)과 클리브랜드 관악합주단(Cleveland Wind Ensemble)의 홀스트 스위트(Holst Suites for Band) 녹음이 획기적인 주목을 받았고, 이는 미국 클래식 음반의 디지털 녹음 시대를 여는데 큰 역할을 했다. 이러한 사운드 스트림의 녹음 시스템은 RCA 레코드사에서도 사용되었다.
1978년, 녹음실 전용 디지털 오디오 테이프 녹음기가 3M사의 독자적인 제품 라인과 포맷으로 등장하기 시작했다. 3M의 첫 프로토타입 녹음 시스템 중 하나는 미네소타주 미니에폴리스(Minneapolis, Minnesota)에 위치한 사운드 80(Sound 80) 스튜디오에 설치되었다. 이 시스템은 1978년 데니스 러셀 데이비스(Dennis Russell Davies) 지휘하에 세인트 폴 실내 관현악단(St. Paul Chamber Orchestra)이 연주한 에런 코플런드(Aaron Copland)의 "애팔래치아의 봄(Appalachian Spring)"을 녹음하는데 사용되었다. 이 음반은 디지털 녹음 음반으로서는 처음으로 그래미상(Grammy)을 수상하였다. 1979년에 음반 제작 용도로 나온 3M의 디지털 마스터링 시스템(Digital Mastering System)은 미국 캘리포니아주 워너 브라더스 스튜디오(Warner Brothers Studio)에서 제작한 첫 순수 디지털 녹음 앨범인 라이 쿠더(Ry Cooder)의  "Bop Till You Drop"을 녹음 하는 데에 사용되었다.
첫 소비자 지향 PCM 포맷은 민간용 비디오 테이프 포맷(Beta 및 VHS)을 저장 매체로 사용되었다. 이 시스템들은 14비트에서 44.056 kHz로 샘플링하는 EIAJ 디지털 포맷 기준을 사용했다. 소니는 1981년에 소니 PCM-F1 시스템을 처음 선보였으며, 애초부터 옵션으로 16비트의 워드 길이(wordlength)를 제공하였다. 이에 따라 Akai, JVC, Nikamichi 등의 회사에서도 서로 다른 시스템들을 시장에 내놓았다. 파나소닉(Panasonic)은 자회사인 테크닉스(Technics)를 통해 EIAJ 디지털 어댑터와 VHS 비디오 전송 기능을 결합한 SV-P100라는 디지털 레코더를 짧은 기간 동안 판매하기도 했다. 여러 가전제품 업체들이 소비자들을 대상으로 이러한 기기들을 선보였지만 당시 일반 카세트나 릴투릴 덱에 비해 매우 비싼 편이었다. 하지만 다른 전문적인 녹음 기기에 비하면 가격이 저렴한 편이었기 때문에, 보다 예산이 적은 전문 녹음기사들에게 곧 인기를 얻었고, 몇몇 부띠끄 라벨(boutique-label)의 전문 음반 또한 이 기기들을 이용해 녹음되기도 하였다.
1980년대 초반부터 PCM 어댑터를 이용하는 전문 녹음 시스템이 마스터링 포맷만큼 널리 쓰이기 시작했다. 이 시스템들은 아날로그 오디오 신호를 디지털화하면서 발생한 디지털 스트림을 다시 아날로그 비디오 신호로 인코딩하여 전통적인 VCR을 저장 매체로 사용할 수 있게 했다.
PCM 어댑터 기반의 시스템 중 가장 중요한 예로는 1978년에 출시된 소니 PCM-1600 디지털 오디오 마스터링 시스템이 있다. PCM-1600은 U-Matic 포맷의 VCR을 전송기로 사용하여, 이를 외부 디지털 오디오 처리 하드웨어로 연결하였다. PCM-1600은 이후 버전인 PCM-1610 및 1630을 포함해 1980년대 초반 최초의 일부 디지털 오디오 CD의 제작과 마스터링에 널리 사용되었다. 1983년을 기점으로 CD가 상업적으로 도입되면서, PCM-1600으로 녹음된 테이프들은 CD 복제를 위한 글래스 마스터반(glass master disc)을 제조하기 위해 CD 프레스 공장으로 보내졌다.
다른 예로는, 현대의 슈퍼 오디오 CD(Super Audio CD)와 유사한 dbx, 즉 Inc.사의 모델 700(Model 700) 시스템이 있다. 이 시스템은 PCM(1970년대 데카(Decca)사의 PCM 시스템으로, IVC사에서 제조한 비디오 테이프 레코더를 전송기로 사용한 것)이 일반적으로 사용하지 않는 높은 샘플률의 델타 시그마 변조와, 흔치 않은 50.4kHz 샘플률을 이용한 6.4 mm(¼ in) 오픈릴 디지털 마스터링 포맷의 미쓰비시(Mitsubishi) X-80 디지털 레코더를 사용하였다.
하지만 이러한 포맷들은 1980년대 초반에 소니와 미쓰비시에서 각각 고정 헤드를 포함한 릴-투-릴 포맷을 등장시키면서 고품질 스튜디오 녹음에는 더 이상 사용되지 않았다. 당시 경쟁 구도를 이루었던 두 상품은 바로 소니의 DASH 포맷과, 미쓰비시사가 지속적인 개발을 통해 개선한 ProDigi 포맷의 X-80 레코더였다 (사실, 첫 ProDigi 포맷 기반 레코더 기기 중 하나인 미쓰비시의 X-86C는, X-80으로 녹음한 테이프와 재생이 호환되었다.). 소니와 미쓰비시의 두 포맷 모두, 1990년대 초반 하드디스크 레코더의 등장으로 구식이 되어버리기 전까지, 아날로그 대체품으로써 지속적인 인기를 누렸다.

## 같이 보기
- 디지털 콤팩트 카세트
- 자기 저장
- 자기 테이프
- 미니디스크